# Ференц Фехер
Ференц Фехер (мађ. Fehér Ferenc; Стари Жедник, 3. август 1928 – Нови Сад, 30. јул 1989) био је југословенски књижевник, новинар и преводилац.

## Биографија
Рођен је у Старом Жеднику 3. августa 1928. Пет разреда основне школе завршио у Бачкој Тополи (1935—1940). Потом похађао гимназију у Суботици на мађарском наставном језику, а школовање наставио на Вишој педагошкој школи у Новом Саду где је студирао мађарски и руски језик и књижевност.
Био уредник књижевне рубрике омладинског листа Ijúfság Szava (1949—1951), заменик главног уредника часописа „Хид” (1952—1955), уредник уметничких и дечјих емисија Радио Новог Сада (1953—1959), уредник књижевне рубрике дневника Magyar Szó (1964—1966), а потом члан редакције овог листа.
Заступљен је у антологијама: A vajdasági ég alatt (Под војвођанским небом), мађарске поезије у избору Имреа Борија (1960), Алманах Савеза књижевника Југославије 1958-1959, Зборнику Трећег југословенског фестивала поезије (1959), Равница (1961), Vallomások (1963), Седам мађарских песника из Војводине (1965), Gyémánttengely (Дијамантска осовина), Алманах европских песника (1966), Братимљење 1966-1974 (1974).
Са македонског на мађарски језик преводио Ацу Шопова, са словеначког Тонета Селишкара и Франце Бевка, са српскохрватског Мирослава Антића, Бранка Ћопића, Стевана Раичковића, Васка Попу, Флорику Штефан, Васу Поповића, Александра Поповића, Бранка В. Радичевића и многе друге.
Његове песме су превођене на српскохрватски, словеначки, македонски, румунски, албански, турски, италијански и русински.
Заједно са Мирославом Антићем објавио двојезичну књигу Színek és Szavak / Боје и речи. Преводио Антићеве стихове на мађарски, док је Антић преводио његове песме на српски (1960).
Необјављене, а изведене радио-драме на Радио Новом Саду:
- Ördögmalom (Ђавољи млин; 1964)
- A csillagok nappal is fénylenek (Звезде сијају и дању; 1966)
- Befejezetlen vallomás (Недовршена исповест; 1967)
- Zene a kenyérről (Песма о хлебу; 1974)

## Награде и одликовања
- Октобарска награда града Новог Сада (1965)[4]
- Хидова награда за најбољу књигу на мађарском (1966)[4]
- Награда Змајевих дечјих игара (1971)[4]
- Златна плакета књижевне колоније у Кањижи
- Награда Szenteleky
- Седмојулска награда
- Орден братства и јединства са сребрним венцем[3]